# مئة عام من العزلة (مسلسل)
مئة عام من العزلة (بالإسبانية: Cien años de soledad) هو مسلسل واقعي سحري كولومبي مقتبس من رواية تحمل نفس الاسم كتبها غابرييل غارسيا ماركيز عام 1967. من بطولة كلاوديو كاتانيو وماركو أنطونيو غونزاليس أوسبينا وسوزانا موراليس كانياس. عرض المسلسل لستة عشر حلقة على نتفليكس، وصدرت أول ثماني حلقات في 11 ديسمبر 2024.

## القصة
تدور القصة حول سبعة أجيال من عائلة بوينديا التي تعيش في بلدة ماكوندو. تخوض عائلة بوينديا غمار الحب والنسيان في ظل عجز أفرادها عن تخطي ماضيهم والهروب من مصيرهم.

## الحلقات
| ر. الإجمالي | العنوان                      | تاريخ العرض الأصلي |
| --- | ---------------------------- | ------------------ |
| 1 | «ماكوندو»                    | 11 ديسمبر 2024     |
| تزوج أبناء العم خوسيه أركاديو بوينديا وأورسولا إيغواران ضد رغبة عائلتهما. في البداية رفضت أورسولا إتمام الزواج خوفًا من ولادة أطفالهما بعيوب خلقية. بعد أن قتل خوسيه أركاديو، برودينسيو أغيلار في مبارزة، أصبح هو وأورسولا مسكونين بشبح برودينسيو، مما أجبرهما على مغادرة المدينة والبحث عن منزل جديد. بينما يتجول خوسيه أركاديو وأورسولا والعديد من أصدقائهما عبر البرية، تدخل أورسولا في المخاض وتلد طفلًا ذكرًا يُدعى خوسيه أركاديو. أسسوا في النهاية قرية ماكوندو الصغيرة، حيث زارهم ميلكياديس ومجموعة من الغجر. مع اختراعات ميلكياديس، أصبح خوسيه أركاديو منعزلاً، وانغمس في العلوم والاستكشاف، بينما أنجبت أورسولا ابنًا ثانيًا، أوريليانو. |                              |                    |
| 2 | «وكأنه زلزال يعصف بجسدك»     | 11 ديسمبر 2024     |
| تساور "أوريليانو" رؤى عن حرب تلوح في الأفق، ويلتقي "خوسيه أركاديو" الابن بامرأة، فيما يدفع هوس "خوسيه أركاديو" بالخيمياء "أورسولا" إلى البحث عن طريقة لتأمين مصاريف العائلة. |                              |                    |
| 3 | «صورة بالطريقة الداغيرية»    | 11 ديسمبر 2024     |
| تجلب فتاة غريبة مرضًا يسبب الهذيان لسكان بلدة "ماكوندو"، وينبهر "خوسيه أركاديو" بكاميرا "ملكياديس". أمّا "ريبيكا" و"أمارانتا"، فتتنافسان على لفت انتباه "بيترو". |                              |                    |
| 4 | «شجرة الكستناء»              | 11 ديسمبر 2024     |
| يستقر عمدة جديد مع عائلته في "ماكوندو" ويعيش "أوريليانو" الحب لأول مرة، بينما يدفع الموت "خوسيه أركاديو" إلى الجنون. |                              |                    |
| 5 | «ريميديوس موسكوتي»           | 11 ديسمبر 2024     |
| يصبح "أركاديو" مديرًا للمدرسة وتحمل "بيلار" أخبارًا مهمة إلى "أوريليانو". أما "ريميديوس"، فتغمر منزل "بوينديا" بالفرح… إلى أن تحل مأساة. |                              |                    |
| 6 | «العقيد أوريليانو بوينديا»   | 11 ديسمبر 2024     |
| يعود "خوسيه أركاديو" الابن، ويصدم الجميع بطبيعته الجامحة، خاصة "ريبيكا". فيما يتحوّل "أوريليانو" لقائد ثوري في ظل اضطراب سياسي. |                              |                    |
| 7 | «أركاديو والجنّة الليبرالية»  | 11 ديسمبر 2024     |
| بينما يحاول "أوريليانو" تحرير عقيد من قبضة المحافظين، يفرض "أركاديو" قانونًا" ليبراليًا في "ماكوندو". ويصل أخيرًا شبح الحرب الذي كان يحوم في الأفق. |                              |                    |
| 8 | «سقطت أزهار كثيرة من السماء» | 11 ديسمبر 2024     |
| بعد مضي سنوات، وعندما يكشف "أوريليانو" خطط حربه على "ماكوندو"، تتوصل "أورسولا" مفطورة القلب لحقيقة صادمة حول عائلتها. |                              |                    |

## روابط خارجية
- مئة عام من العزلة على موقع IMDb (الإنجليزية)
- مئة عام من العزلة على موقع ميتاكريتيك (الإنجليزية)
- مئة عام من العزلة على موقع روتن توميتوز (الإنجليزية)
- مئة عام من العزلة على موقع نتفليكس (الإنجليزية)
- مئة عام من العزلة على موقع فيلمافينيتي (الإسبانية)
- مئة عام من العزلة على موقع قاعدة بيانات الفيلم (الإنجليزية)